# Амра
Амра (англ. Amrah, араб. عمرة) — поселення в Сирії, що складає невеличку друзьку общину в нохії Шагба, яка входить до складу однойменної мінтаки Шагба в південній сирійській мухафазі Ас-Сувейда.